# Учебный переулок (Москва)
Уче́бный переу́лок — небольшая улица в центре Москвы в Хамовниках между Лужнецким проездом и Усачёвой улицей.

## Происхождение названия
Ранее назывался Новый Проектированный переулок. С 1922 года — Решетовский переулок, по фамилии домовладельца Ивана Ивановича Решетова. Современное название дано в 1925 году и связано с Академией коммунистического хозяйства, располагавшейся рядом, во Вселенском переулке (ныне улица 10-летия Октября).

## Описание
Учебный переулок начинается от Лужнецкого проезда и Малой Пироговской улицы в месте их слияния, проходит на юго-восток до Усачёвой улицы.

## Здания и сооружения
В переулке три жилых дома с номерами от 1 до 3.